# 陥没乳頭

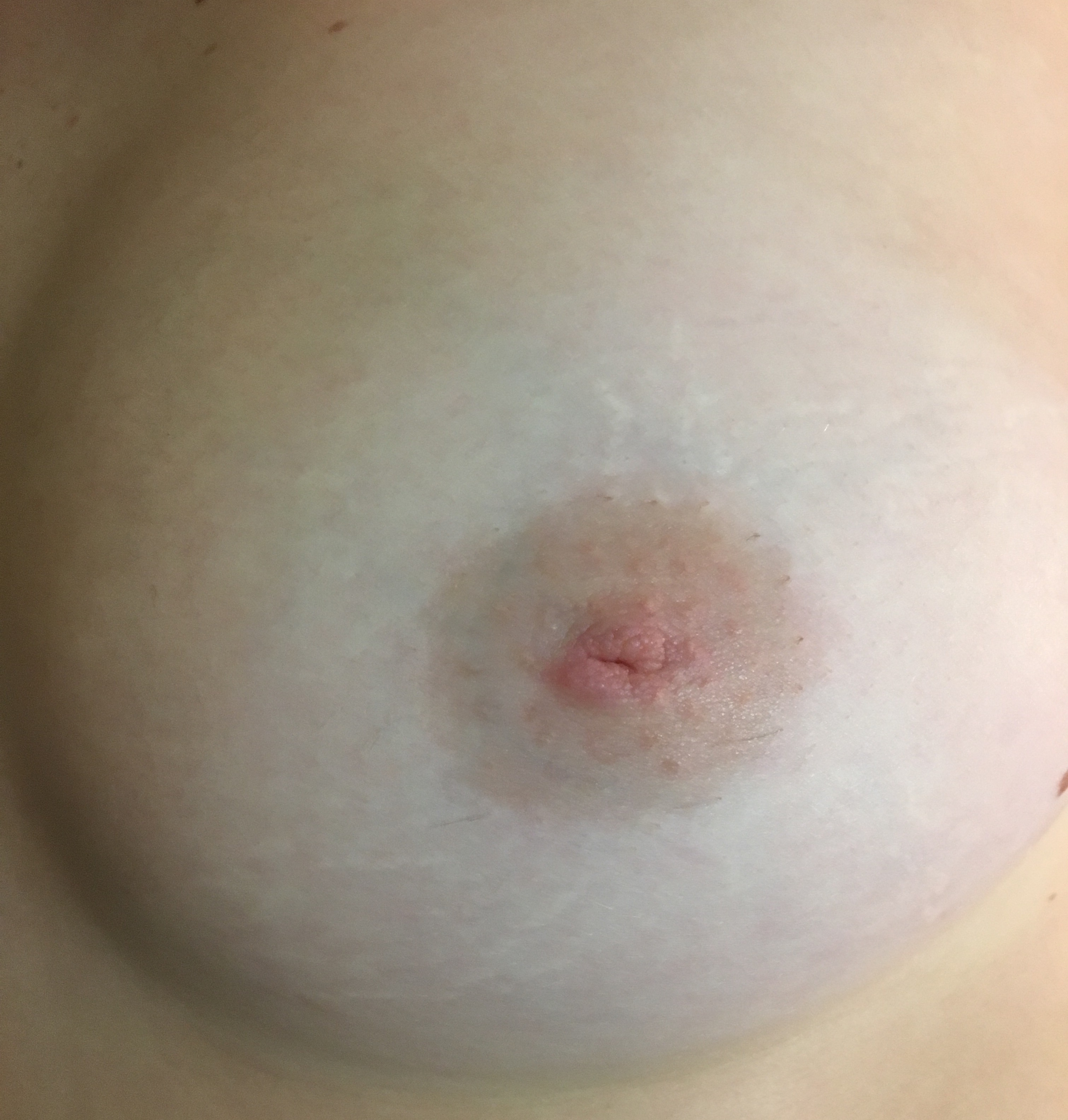
陥没乳頭

陥没乳頭（かんぼつにゅうとう、英：Inverted nipple）は、乳房の内側に埋没した先天異常な乳頭の事を指す。育児において子供に母乳を与える際、まず乳首を露出させる必要がある。
発生頻度は1.8 - 3.3%程度であるが、妊婦を対象とした調査では10%程度にまで上昇。昔からや、遺伝の場合も高い。先天性の場合、9割近くは両側性である。原因としては乳管の長さが足りないことが主ではないかとの説が強い。参照 ナリマン・モタメド博士

## 症状
酒井成身 (2000) による分類は以下の通り。
Grade 1陥没乳頭を簡単に徒手的に整復できるが、いずれまたもとに戻る。
Grade 2何とかピンセットなどで引き上げると整復できるが、離すと陥没する。
Grade 3手術に頼らなければ乳頭は出てこない。
酒井によれば、Grade2、Grade3については、乳管を温存したままでの修正には、高度な技術を要する。

## 治療
保存的治療としてはピアスによる牽引、母乳搾乳器による吸引、さらにこれを小型・簡易化した「ピペトップ」なる、乳頭のみを吸引・保持する提灯型の器具が考案された。まだ評価は定まっていないが、一定の効果があると期待されている。

### 手術
乳管を保存したままの整復手術は比較的困難であるが、切開して周囲組織の剥離、切除などを行ったあと、Z形成術や巾着縫合などで固定する。授乳の予定がなく乳管を切断しても良い場合は、それを切断して乳頭を引き出し、乳腺弁を翻転して納める方法がある。ただし乳管を切断した場合、知覚の異常や消失がみられる場合がある。術式はケースや医師によって様々である。